# Rinoreocarpus ulei
Rinoreocarpus es un género monotípico de plantas con flores perteneciente a la familia Violaceae. Su única especie:  Rinoreocarpus ulei (Melch.) Ducke,  es originaria de Sudamérica donde se encuentra en la Amazonia.

## Taxonomía
Rinoreocarpus ulei fue descrita por (Melch.) Ducke y publicado en Archivos do Jardim Botânico do Rio de Janeiro 5: 173, en el año 1930.
Sinonimia
- Gloeospermum ulei Melch.
- Rinoreocarpus salmoneus Ducke[2]